# Joe Minoso
Jose Miñoso (25 de setembro de 1978) é um ator norte-americano de teatro e televisão. Atualmente, faz parte do elenco da série da NBC Chicago Fire.

## Vida
Viu a sua primeira namorada numa peça da Lincoln High School, onde ela o levou para os bastidores e decidiu que queria representar. Minoso juntou-se à equipa e fez audições no ano seguinte para a peça Dracula. Formou-se na Universidade Adelphi com uma licenciatura em Belas-Artes, e frequentou a Universidade Northern Illinois onde concluiu um Mestrado em Belas-Artes.

## Carreira
Joe Minoso trabalhou no teatro antes de aparecer em filmes e série de televisão. Trabalhou no Chicago Teatro Vista, a maior companhia latina de teatro no Midwest.

## Vida Pessoal
Antes de Chicago Fire, Joe Minoso viveu no norte de Chicago. Durante as filmagens de Chicago Fire, Minoso viveu com os colegas Charlie Barnett e Yuri Sardarov.
A 16 de outubro de 2016, Minoso casou-se com uma maquilhadora da equipa de Chicago Fire, Caitlin Murphy Miles.

## Filmografia

### Televisão
| Ano           | Título           | Papel                                | Notas                                                               |
| ------------- | ---------------- | ------------------------------------ | ------------------------------------------------------------------- |
| 2005          | Prison Break     | Chaz Fink                            | Episódio: English, Fitz or Percy                                    |
| 2009          | The Beast        | Dennis                               | Episódio: Counterfeit                                               |
| 2011          | Shameless        | Hector Aquilar                       | Episódio: Killer Carl                                               |
| 2011          | The Chicago Code | Task Force Officer / Officer Sanchez | Episódios: Black Hand and the Shotgun Man Gillis, Chase & Baby Face |
| 2011          | Boss             | Moco Ruiz                            | Episódios: Choose Spit Swallow Listen                               |
| 2012–presente | Chicago Fire     | Joe Cruz                             | Papel principal                                                     |
| 2014–presente | Chicago P.D.     | Joe Cruz                             | Papel Recorrente                                                    |
| 2016          | Chicago Med      | Joe Cruz                             | Episódio: "Malignant"                                               |
| 2017–2019     | Get Shorty       | Hector                               | Episódio: "Should Not Throw Stones" Episódio: "Strong Move"         |

### Filmes
| Ano  | Título                 | Papel                 | Notas         |
| ---- | ---------------------- | --------------------- | ------------- |
| 2010 | Polish Bar             | Jose                  | Papel pequeno |
| 2011 | The Return of Joe Rich | Bernard               | Papel pequeno |
| 2013 | Man of Steel           | Polícia de Metropolis | Papel pequeno |

### Curtas
| Ano  | Título           | Papel                 | Notas          |
| ---- | ---------------- | --------------------- | -------------- |
| 2009 | October Surprise | Polícia de Metropolis | Real Yelburton |